# Rosenborg BK
Rosenborg Ballklub (RBK) este un club norvegian de fotbal din orașul Trondheim, provincia Sør-Trøndelag, Norvegia, care evoluează în Prima Ligă Norvegiană (în trecut cunoscută ca Tippeligaen, în prezent Eliteserien). Rosenborg BK este cel mai titrat club din Norvegia, cucerind până în prezent 21 de titluri de campioană a țării, 9 cupe ale Norvegiei și 3 supercupe. De asemenea, clubul a avut performanțe semnificative în cupele europene de-a lungul timpului, cel mai notabil în UEFA Champions League. Istoria relativ recentă a clubului nu a mai fost marcată de succese naționale sau internaționale. Clubul a fost înființat în anul 1917, pe atunci purtând numele ODD. Echipa susține meciurile de acasă pe stadionul Lerkendal.

## Palmares
- Tippeligaen (26): 1967, 1969, 1971, 1985, 1988, 1990, 1992, 1993, 1994, 1995, 1996, 1997, 1998, 1999, 2000, 2001, 2002, 2003, 2004, 2006, 2009, 2010, 2015, 2016, 2017, 2018.

Locul 2 (5): 1968, 1970, 1973, 1989, 1991, 2013
- Cupa Norvegiei (12): 1960, 1964, 1971, 1988, 1990, 1992, 1995, 1999, 2003, 2015, 2016, 2018

Finalistă (6): 1967, 1972, 1973, 1991, 1998, 2013
- Superfinalen/Mesterfinalen (3): 2010, 2017, 2018

- Cupa UEFA Intertoto (1):[1] Co-câștigător: 2008[note 1]

## Istorie recentă
| Season |    | Pos. | Pl. | W  | D | L  | GS | GA | P  | Cupă          | Europa | Europa                     | Notes                    |
| ------ | -- | ---- | --- | -- | - | -- | -- | -- | -- | ------------- | ------ | -------------------------- | ------------------------ |
| 1998   | ES | 1    | 26  | 20 | 3 | 3  | 79 | 23 | 63 | final         | CL     | group stage                |                          |
| 1999   | ES | 1    | 26  | 18 | 2 | 6  | 75 | 33 | 56 | winner        | CL     | 2nd group stage            |                          |
| 2000   | ES | 1    | 26  | 16 | 6 | 4  | 61 | 26 | 54 | 3rd round     | UC     | 3rd round                  | elim. group stage CL     |
| 2001   | ES | 1    | 26  | 17 | 6 | 3  | 71 | 30 | 57 | 3rd round     | CL     | group stage                |                          |
| 2002   | ES | 1    | 26  | 17 | 5 | 4  | 57 | 30 | 56 | last 16       | CL     | group stage                |                          |
| 2003   | ES | 1    | 26  | 19 | 4 | 3  | 68 | 28 | 61 | winner        | UC     | 3rd round                  | elim. 3rd qual. round CL |
| 2004   | ES | 1    | 26  | 14 | 6 | 6  | 52 | 34 | 48 | quarter-final | CL     | group stage                |                          |
| 2005   | ES | 7    | 26  | 10 | 4 | 12 | 50 | 42 | 34 | last 16       | UC     | 3rd round                  | elim. group stage CL     |
| 2006   | ES | 1    | 26  | 15 | 8 | 3  | 47 | 24 | 53 | semi-final    |        |                            |                          |
| 2007   | ES | 5    | 26  | 12 | 5 | 9  | 53 | 39 | 41 | last 16       | UC     | 3rd round                  | elim. group stage CL     |
| 2008   | ES | 5    | 26  | 11 | 6 | 9  | 40 | 34 | 39 | last 16       | UC     | Group stage                |                          |
| 2009   | ES | 1    | 30  | 20 | 9 | 1  | 60 | 22 | 69 | quarter-final | EL     | elim. 2nd qualifying round |                          |
- ES: Eliteserien (Top Flight)
- CL: UEFA Champions League
- EL: UEFA Europa League
- UC: Cupa UEFA

## Antrenori
| - Knut Næss (1965–1968) - George Curtis (1968 – 31 decembrie 1970) - Nils Arne Eggen (1 ianuarie 1971 – 31 decembrie 1972) - Tor Røste Fossen (1973 – 31 decembrie 1974) - Jan Christensen (1975) - George Curtis (1 ianuarie – 27 august 1976) - Nils Arne Eggen (27 august – 31 decembrie 1976) - Bjørn Rime (1977) - Nils Arne Eggen (1 ianuarie 1978 – 31 decembrie 1982) - Tommy Cavanagh (1983 – septembrie 1983) - Harald Sunde (septembrie 1983 – 1983) - Bjørn Hansen (1984–1985) - Arne Dokken (22 august – 31 decembrie 1985) - Torkild Brakstad (1986) | - Arne Dokken (1 iulie 1986 – 31 decembrie 1987) - Nils Arne Eggen (1 ianuarie 1988 – 31 decembrie 1997) - Trond Sollied (1 ianuarie – 31 decembrie 1998) - Nils Arne Eggen (1 ianuarie 1999 – 31 decembrie 2002) - Åge Hareide (1 ianuarie – 27 noiembrie 2003) - Ola By Rise (28 noiembrie 2003 – 31 decembrie 2004) - Per Joar Hansen (1 ianuarie – 7 august 2005) - Per-Mathias Høgmo (8 august 2005 – 6 iunie 2006) - Knut Tørum (7 iunie 2006 – 25 octombrie 2007) - Trond Henriksen (25 octombrie 2007 – 31 mai 2008) - Erik Hamrén (1 June 2008 – 24 mai 2010) - Nils Arne Eggen (25 mai – 31 decembrie 2010) - Jan Jönsson (1 ianuarie 2011 – 7 decembrie 2012) - Per Joar Hansen (14 decembrie 2012 – 21 iulie 2014) - Kåre Ingebrigtsen (21 iulie 2014–) |